# Lotta ai XVI Giochi del Mediterraneo
I tornei di Lotta ai XVI Giochi del Mediterraneo si sono svolti nel 2009 presso il palasport Febo di Pescara (1.500 spettatori circa) a circa 16 km dal Villaggio Mediterraneo e hanno previsto competizioni individuali sia maschili che femminili, per un totale di 18 medaglie d'oro.
Ogni paese partecipante poteva iscrivere al massimo 1 concorrente per ogni categoria.

## Calendario
Le gare hanno seguito il seguente calendario:
| ● | Competizioni | ● | Finali |

| Giugno/Luglio |    |    |    |    |    |    |    |    |    |
| 26            | 27 | 28 | 29 | 30 | 01 | 02 | 03 | 04 | 05 |
| ●             | ●  | ●  | ●  |    |    |    |    |    |    |

## Podi

### Uomini
| Evento                   | Oro                 | Argento                 | Bronzo                                     |
| Lotta greco-romana       |                     |                         |                                            |
| fino a 55 kg (dettagli)  | Kristijan Fris      | Mostafa Mohamed         | Grigorios Anastasiadis Erhan Karakus       |
| fino a 60 kg (dettagli)  | Davor Štefanek      | Sayed Hamed             | Paolo Fucile Soner Sucu                    |
| fino a 66 kg (dettagli)  | Gievgkeni Pentorets | Aleksandar Maksimović   | Moustafa Alnakdali Abdullah Coskun         |
| fino a 74 kg (dettagli)  | Seref Tufenk        | Christophe Guenot       | Ioannis Spyridakis Neven Žugaj             |
| fino a 84 kg (dettagli)  | Nenad Žugaj         | Andrea Minguzzi         | Akif Canbas Mélonin Noumonvi               |
| fino a 96 kg (dettagli)  | Serkan Ozden        | Theodoros Tounousidis   | Vladimir Radosaulevic Beniamino Scibilia   |
| fino a 120 kg (dettagli) | Rıza Kayaalp        | Panagiotis Papadopoulos | Rocco Daniele Ficara Radomir Petkovic      |
| Lotta libera             |                     |                         |                                            |
| fino a 55 kg (dettagli)  | Sezar Akgul         | Firas Alalli Alrifai    | Hamza Fatah Federico Manea                 |
| fino a 60 kg (dettagli)  | Hassan Ibrahim      | Mustafa Kartal          | Ghazwan Lazkani Agustin Sanchez Parra      |
| fino a 66 kg (dettagli)  | Muhammet Ilkkan     | Mazen Kdmanie           | Mohamed Ali Ben Ayech Anastasios Akritidis |
| fino a 84 kg (dettagli)  | Ali Imamoglu        | Said Itaev              | Javier Ramos Blasco Theodosios Pavlidis    |
| fino a 96 kg (dettagli)  | Saleh Emara         | Raja Al-Karrad          | Orestis Leonidis Kemal Tajic               |
| fino a 120 kg (dettagli) | Fatih Cakiroglu     | Ioannis Arzoumanidis    | Francesco Miano-Petta Radomir Petkovic     |

### Donne
| Evento                  | Oro                  | Argento            | Bronzo                                    |
| Lotta libera            |                      |                    |                                           |
| fino a 48 kg (dettagli) | Naziha Hamza         | Sara Sanchez Parra | Silvia Felice Melanie Lesaffre            |
| fino a 51 kg (dettagli) | Francine De Paola    | Dilek Atakol       | Aurelie Basset Hedia Tabelsi              |
| fino a 55 kg (dettagli) | Karima Sanchez Ramis | Marwa Amri         | Panagiota Antonopoulou Valentina Minguzzi |
| fino a 59 kg (dettagli) | Sabrina Esposito     | Meryem Selloum     | Evangeli Chrysi Aurora Fajardo Prieto     |

## Medagliere
| Posizione | Paese                |    |    |    | Totale |
| --------- | -------------------- | -- | -- | -- | ------ |
| 1         | Turchia              | 7  | 2  | 4  | 13     |
| 2         | Egitto               | 2  | 2  | 0  | 4      |
| 3         | Italia               | 2  | 1  | 7  | 10     |
| 4         | Serbia               | 2  | 1  | 2  | 5      |
| 5         | Grecia               | 1  | 3  | 7  | 11     |
| 6         | Spagna               | 1  | 1  | 3  | 5      |
| 7         | Tunisia              | 1  | 1  | 2  | 4      |
| 8         | Croazia              | 1  | 0  | 1  | 2      |
| 9         | Francia              | 0  | 3  | 4  | 7      |
| 10        | Siria                | 0  | 3  | 2  | 5      |
| 11        | Montenegro           | 0  | 0  | 1  | 1      |
| 11        | Bosnia ed Erzegovina | 0  | 0  | 1  | 1      |
| Totale    | Totale               | 17 | 17 | 34 | 68     |